# Nationaal Monument MH17

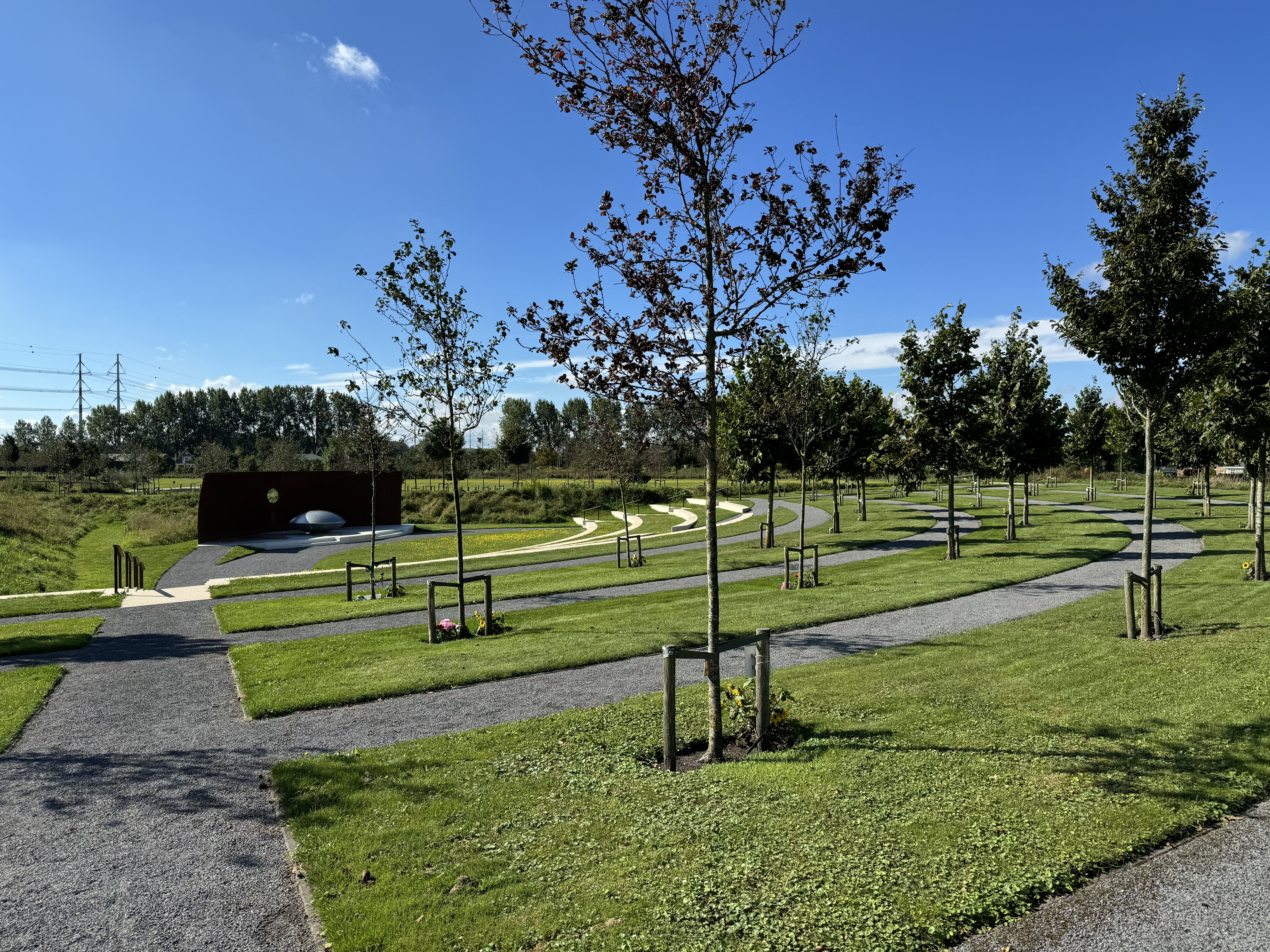
Het Nationaal Monument MH17 in Vijfhuizen

Het Nationaal Monument MH17 is een herdenkingsbos met gedenkteken gelegen in het Park Vijfhuizen, bij Vijfhuizen ter nagedachtenis aan de vliegramp MH17 in 2014.

## Beschrijving

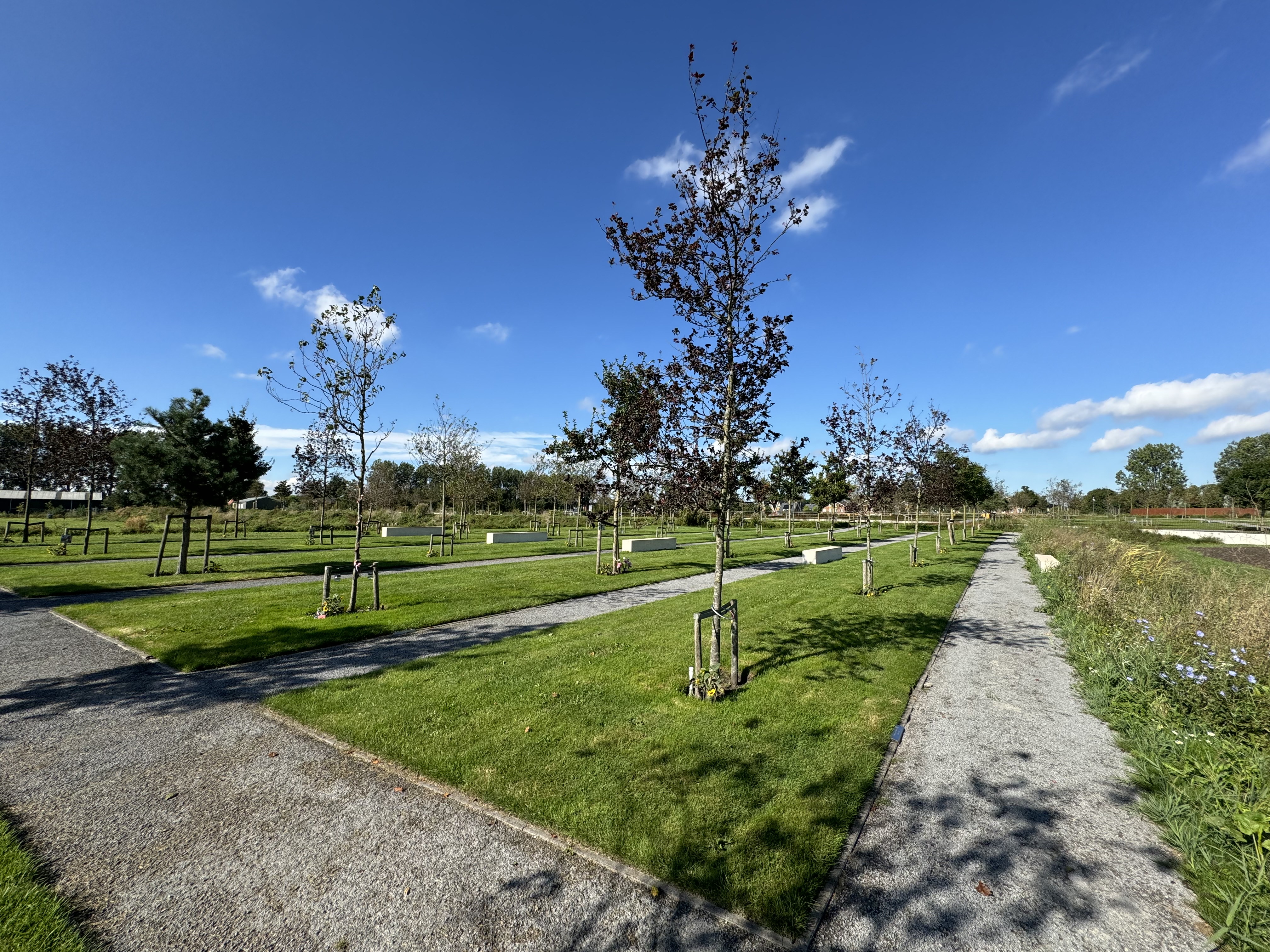
Voor elk van de 298 slachtoffers is een boom geplant en voorzien van een naamplaatje.

Het geheel bestaat uit 298 bomen in de vorm van een lint, gekoppeld aan de slachtoffers. Dit lint is gebaseerd op het zwarte herdenkingslint dat na de ramp veel werd gedragen. Er zijn tien verschillende boomsoorten uitgekozen, waar de linde speciaal voor de vijftienkoppige bemanning is gekozen. Reisgezelschappen worden gerepresenteerd door dezelfde boomsoort. Om het lint heen ligt een krans van zonnebloemen die elk jaar rond 17 juli (de dag van de ramp) in bloei staan. Dit refereert aan de velden waar de brokstukken van het vliegtuig in Oekraïne neerkwamen. Het bomenlint is een ontwerp van landschapsarchitect Robbert de Koning naar een idee van ontwerper Arold Jansen. 
Voor elke boom ligt een plaatje met daarop een nummer, de naam, de leeftijd en de nationaliteit van een slachtoffer. Bij sommige bomen hebben de nabestaanden ook objecten toegevoegd, zoals foto's en beschrijvingen van de overledene.
In het 'oog' is een amfitheater en een gedenkteken (naar een ontwerp van Ronald A. Westerhuis) gerealiseerd. Op het gedenkteken staan de namen van de slachtoffers in de vorm van een spiraal. Het gedenkteken is gemaakt van cortenstaal, dat zal roesten en vergaan. Dit staat symbool voor het verdriet van de nabestaanden. 

### Aanleg en onthulling
De aanleg van het monument startte op 7 december 2016. In maart 2017 werden door nabestaanden, minister Bert Koenders en de topman van Malaysia Airlines bomen geplant. De officiële onthulling van het monument vond plaats op 17 juli 2017, precies drie jaar na de ramp.

### Staat bomen
In september 2018 bleek zeker een derde van de bomen te zijn afgestorven. Een mogelijke oorzaak zouden storende lagen in de ondergrond zijn. Een andere mogelijk oorzaak is vorstschade, die de bomen, toen ze gerooid waren en boven de grond stonden, hebben opgelopen door de zware vorst (-10,8 °C) van 3 januari 2017.

### Tienjarige herdenking
Op 17 juli 2024 was het tien jaar geleden dat de ramp plaatsvond. Rond de 1300 nabestaanden waren aanwezig bij de herdenking waar onder andere premier Dick Schoof en Koning Willem-Alexander spraken. Ook ex-premier Mark Rutte, die premier was tijdens de ramp, was aanwezig.